# Жукинська волость
Жукинська волость — історична адміністративно-територіальна одиниця Остерського повіту Чернігівської губернії з центром у селі Жукин.
Станом на 1854 рік налічувалось 3 селянських товариства, які складалися з державних селян.
Станом на 1885 рік складалася з 21 поселення, 15 сільських громад. Населення — 11 767 осіб (4193 чоловічої статі та 3838 — жіночої), 2299 дворових господарств.
|                     | Площа, десятин | У тому числі орної, дес. |
| ------------------- | -------------- | ------------------------ |
| Сільських громад    | 8738           | 4265                     |
| Приватної власності | —              | —                        |
| Казенної власності  | 18123          | —                        |
| Іншої власності     | 1269           | 75                       |
| Загалом             | 28130          | 4340                     |

Деякі поселення волості у 1859:
- Жукин — село казенне при річці Десна та озері Річка за 18 верст від повітового міста, 986 осіб (484 осіб чоловічої статі та 502 — жіночої), 162 дворових господарства, православна церква.
- Боденьки (Боденьки нові) — село казенне при річці Десна за 16 верст від повітового міста, 831 особа (388 осіб чоловічої статі та 443 — жіночої), 151 дворове господарство, православна церква.
- Боденьки старі — село казенне при річці Десна за 18 верст від повітового міста, 449 осіб (210 осіб чоловічої статі та 239 — жіночої), 75 дворових господарств.

Найбільші поселення волості на 1885 рік:
- Жукин — колишнє державне село при річці Десна за 20 версту від повітового міста, 1062 особи, 251 двір, православна церква, 2 постоялих будинки.
- Воропаїв — колишнє державне село при річці Десна, 668 осіб, 146 дворів, постоялий будинок.
- Вища Дубечня — колишнє державне село при річці Десна, 566 осіб, 115 дворів, постоялий будинок.
- Нижча Дубечня — колишнє державне село при річці Десна, 728 осіб, 144 двори, постоялий будинок.
- Новосілки — колишнє державне село при річці Десна, 167 осіб, 42 двори, православна церква.
- Ошитки — колишнє державне село при озері Великому, 1201 особа, 223 двори, православна церква, 2 постоялих будинки.
- Сваром'я — колишнє державне село при річці Дніпро, 1400 осіб, 279 дворів, 2 православні церкви, школа, 2 постоялих будинки.
- Сувид — колишнє державне село при річці Десна, 535 осіб, 111 дворів, постоялий будинок.
- Тарасовичі — колишнє державне село при озері Ямі, 1241 особа, 249 дворів, православна церква, 2 постоялих будинки.
- Чернин — колишнє державне село при озері Оподни, 1180 осіб, 243 двори, православна церква, 2 постоялих будинки, лавка.

1899 року у волості налічувалось 16 сільських громад, населення зросло до 29 873 особи (14 366 чоловічої статі та 14 507 — жіночої).